# Rakovski (Razgrad)
Rakovski (Bulgaars: Раковски, Turks: Zincirli Kuyucuk) is een dorp in het noordoosten van Bulgarije, gelegen in de gemeente Razgrad in oblast Razgrad. Het dorp ligt hemelsbreed ongeveer 10 km ten noordwesten van de stad Razgrad en 273 km ten noordoosten van de hoofdstad Sofia. 

## Bevolking
Op 31 december 2019 telde het dorp 1.927 inwoners, een daling vergeleken met het maximum van 3.514 personen in 1975. Vooral na 1985 nam de bevolking snel af als gevolg van de assimilatiecampagnes van het communistisch regime van Todor Zjivkov, waarbij alle Turken en andere moslims in Bulgarije christelijke of Bulgaarse namen moesten aannemen en afstand moesten doen van islamitische gewoonten. Na de val van het communisme begon weer een hevige emigratieproces op gang, dit keer vanwege de verslechterde economische situatie in de regio.
|  |

Van de 2.106 inwoners reageerden er 1.862 op de optionele volkstelling van 2011. Van deze 1.862 respondenten identificeerden 1.452 personen zichzelf als Bulgaarse Turken (78,1%), gevolgd door 281 etnische Roma (15,1%), 81 etnische Bulgaren (4,4%) en 46 ondefinieerbare respondenten (2,5%).
| Etniciteit   | Aantal | %     |
| ------------ | ------ | ----- |
| Bulgaren     | 81     | 4,4%  |
| Turken       | 1452   | 78,1% |
| Roma         | 281    | 15,1% |
| Overig       | 46     | 2,5%  |
| Respondenten | 1862   |       |